# Diana (Album)
Diana ist das zehnte Studioalbum von Diana Ross, das im Mai 1980 erschien und damals Ross den internationalen Durchbruch bescherte.

## Geschichte
Nach dem Verkaufserfolg des Albums The Boss wollte Diana Ross einen frischeren, moderneren Disco-Sound für ihr nächstes Album. Passend kurz davor schrieben Bernard Edwards und Nile Rodgers von Chic einige Songs für Aretha Franklin, die diese ablehnte und so nahm Ross die Lieder an.
Was sich anfangs als eine zermürbende Kooperation erwies, die sich in die Länge zog, konnte trotz Streitereien fertiggestellt werden. Zuvor wollte Ross aufgrund der Mühe alles aufgeben.
Vor der Veröffentlichung wurde das gesamte Album neu aufgearbeitet: Die funkigen Elemente von Chic im Album wurden ein bisschen abgeschwächt, die Instrumentalpassagen wurden verkürzt und der Gesangsstimme verpasste man einen helleren, jugendlichen Klang. Die Arbeiten wurden ohne Wissen der Produzenten durchgeführt. Später verklagte das Duo das Label Motown erfolglos wegen Urheberrechtsverletzung.
Diana war damals Ross vorerst letztes Album, das von Motown herausgebracht wurde. Es wurden bisher über sechs Millionen Exemplare verkauft.

## Titelliste
1. Upside Down – 4:05
2. Tenderness – 3:52
3. Friend to Friend – 3:19
4. I’m Coming Out – 5:25
5. Have Fun (Again) – 5:57
6. My Old Piano – 3:55
7. Now That You’re Gone – 3:59
8. Give Up – 3:45

## Mitwirkende

### Musiker
- Hintergrundgesang: Fonzi Thornton, Alfa Anderson, Luci Martin, Michelle Cobbs
- E-Bass: Bernard Edwards
- Gitarre: Nile Rodgers
- Schlagzeug: Tony Thompson
- Keyboard: Andy Schwartz, Raymond Jones
- Saxophon: Eddie Daniels
- Posaune: Meco
- Trompete: Bob Milliken
- Streicher: Valerie Haywood, Cheryl Hong, Karen Milne
- Dirigent: Gene Orloff

### Produktion
- Produzenten: Bernard Edwards, Nile Rodgers
- Toningenieure: Bob Clearmountain, Bill Scheniman, James Farber, Neil Dorfsman, Ralph Osborn
- Ingenieurassistenten: Abdoulaye Soumare, Jeff Hendrickson, Lucy Laurie, Peter Robbins
- Abmischung: Dennis King

## Kommerzieller Erfolg

### Chartplatzierungen

#### Album
| ChartsChartplatzierungen       | Höchstplatzierung | Wochen |
| ------------------------------ | ----------------- | ------ |
| Deutschland (GfK)              | 5 (25 Wo.)        | 25     |
| Österreich (Ö3)                | 8 (8 Wo.)         | 8      |
| Vereinigte Staaten (Billboard) | 2 (52 Wo.)        | 52     |
| Vereinigtes Königreich (OCC)   | 12 (32 Wo.)       | 32     |

| ChartsJahrescharts (1980) | Platzierung |
| ------------------------- | ----------- |
| Deutschland (GfK)         | 49          |

#### Singles
| Jahr | Titel          | Höchstplatzierung, Gesamtwochen, AuszeichnungChartplatzierungen (Jahr, Titel, , Platzierungen, Wochen, Auszeichnungen, Anmerkungen) | Höchstplatzierung, Gesamtwochen, AuszeichnungChartplatzierungen (Jahr, Titel, , Platzierungen, Wochen, Auszeichnungen, Anmerkungen) | Höchstplatzierung, Gesamtwochen, AuszeichnungChartplatzierungen (Jahr, Titel, , Platzierungen, Wochen, Auszeichnungen, Anmerkungen) | Höchstplatzierung, Gesamtwochen, AuszeichnungChartplatzierungen (Jahr, Titel, , Platzierungen, Wochen, Auszeichnungen, Anmerkungen) | Höchstplatzierung, Gesamtwochen, AuszeichnungChartplatzierungen (Jahr, Titel, , Platzierungen, Wochen, Auszeichnungen, Anmerkungen) | Anmerkungen                                                                        |
| Jahr | Titel          | DE | AT | CH | UK | US | Anmerkungen                                                                        |
| ---- | -------------- | --- | --- | --- | --- | --- | ---------------------------------------------------------------------------------- |
| 1980 | Upside Down    | DE3 (25 Wo.)DE | AT2 (12 Wo.)AT | CH1 (13 Wo.)CH | UK2 Gold · (12 Wo.)UK | US1 Gold · (29 Wo.)US | Erstveröffentlichung: 18. Juni 1980 Neuauflage: 10. August 2018 Grammy-Nominierung |
| 1980 | I’m Coming Out | DE32 (11 Wo.)DE | — | — | UK13 Platin · (10 Wo.)UK | US5 (23 Wo.)US | Erstveröffentlichung: 22. August 1980 Neuauflage: 10. August 2018                  |
| 1980 | My Old Piano   | DE15 (14 Wo.)DE | AT20 (2 Wo.)AT | — | UK5 Silber · (9 Wo.)UK | — | Erstveröffentlichung: 19. September 1980                                           |

### Auszeichnungen für Musikverkäufe
| Land/Region                  | Auszeichnungen für Musikverkäufe (Land/Region, Auszeichnung, Verkäufe) | Verkäufe  |
| ---------------------------- | ---------------------------------------------------------------------- | --------- |
| Kanada (MC)                  | Platin                                                                 | 100.000   |
| Niederlande (NVPI)           | Gold                                                                   | 50.000    |
| Vereinigte Staaten (RIAA)    | Platin                                                                 | 1.000.000 |
| Vereinigtes Königreich (BPI) | Gold                                                                   | 100.000   |
| Insgesamt                    | 2× Gold · 2× Platin ·                                                  | 1.250.000 |